# Кинотеатр имени А. С. Пушкина
Кинотеатр имени А. С. Пушкина — комплекс «Театр плюс кино», расположенный по улице Пушкина в Советском районе города Челябинска. Первый двухзальный кинотеатр в РСФСР и второй в Советском Союзе. Объект культурного наследия регионального значения.

## История
Кинотеатр, приуроченный к столетию со дня смерти А. С. Пушкина, построен в 1937 году по проекту «Союзкинопроекта» в центре Челябинска. Авторы проекта — архитекторы  Я. А. Корнфельд и Т. Г. Заикин. Благодаря своему месторасположению, кинотеатр имени А. С. Пушкина становится одним из центральных в городе. Представляет собой двухэтажное здание с подвалом, выполненное в стиле конструктивизма. Выделяется контрастность двухэтажного строения и одноэтажного, расположенного по периметру кинотеатра.
Первый кинопоказ в новом кинотеатре состоялся 6 августа 1937 года. После Великой Отечественной войны, в кинотеатре наравне с традиционными киносеансами также проводились музыкально-литературные вечера, творческие встречи. В 1963—1964 годах была проведена первая реконструкция здания кинотеатра. С 1980 года на центральном фасаде кинотеатра, в нише, где раньше находилась реклама, размещен портрет А. С. Пушкина. С начала 1990-х годов у кинотеатра возникли проблемы с финансированием. Для решения проблем с финансированием часть помещений нижнего зала была сдана арендаторам, часть помещений использовалась для проведение дискотек и массовых мероприятий. В середине 1990-х по проекту Е. В. Александрова в здании кинотеатра была проведена крупномасштабная реконструкция. Целью которой стало возрождения кинотеатра, путём его реорганизации в современный комплекс «Театр плюс кино». В результате реконструкции здания значительно переработана планировка и декор интерьеров. В 1997 году здание кинотеатра поставлено на государственную охрану. В настоящее время (2015 год) нижние помещения здания занимает театр «Манекен», верхний зал сохранил первоначальное функциональное назначение.

## Интересные факты
- Внешне здание Челябинского кинотеатра напоминает трактор.
- Кинотеатр им. А. С. Пушкина с 2000 года принимает крупные всероссийские фестивали авторского кино. В 2000 и 2001 годах кинотеатр стал местом проведения фестиваля «Новое кино России». В 2015 году наряду с кинотеатром «Знамя» принимал конкурсные работы фестиваля «Полный Артхаус»[4].